# Compacta (chi bướm)
Compacta là một chi bướm đêm thuộc họ Crambidae.

## Các loài
- Compacta capitalis (Grote, 1881)
- Compacta hirtalis (Guenée, 1854)
- Compacta hirtaloidalis (Dyar, 1912)
- Compacta nigrolinealis (Warren, 1892)